# Al-ʿUla

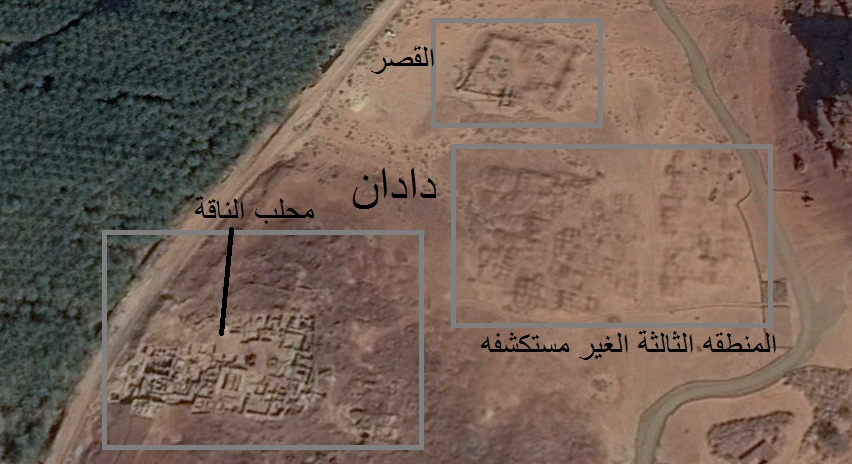
Dadan Stadt

Al-ʿUla (arabisch العلا, DMG al-ʿUlā) ist eine Oase etwa 150 km südwestlich von Tayma und 400 km nordwestlich von Medina im nordwestlichen Saudi-Arabien. Sie liegt in der Provinz Medina an der Weihrauchstraße.

## Geschichte
Al-ʿUla entspricht dem biblischen Dadan und war Hauptort des lihyanischen Reiches. Es finden sich zahlreiche Inschriften aus dem 6. bis 4. vorchristlichen Jahrhundert in der lokalen Sprache, die zu den frühnordarabischen Sprachen zählt. Aufgrund der Bedeutung für den Weihrauchhandel war die Oase spätestens seit dem 2. Jahrhundert v. Chr. bis ins frühe 1. Jahrhundert v. Chr. unter der Herrschaft des südarabischen Königreiches Ma'in.
Al-ʿUla hatte einen Bahnhof an der Hedschasbahn.

## Verkehr
Der Flughafen al-ʿUla liegt südöstlich der Stadt.
Der Bau einer oberleitungsfreien Straßenbahn, die Akkumulatorfahrzeuge von Alstom einsetzen soll, ist geplant. Die Strecke soll 22,4 km lang werden und 17 Haltestellen erhalten.

## Sehenswürdigkeiten
- Mada'in Salih, eine nabatäische Gräberanlage mit über 100 Monumentalgräbern
- Bahnhof und Reste der Bahnanlagen der Hedschasbahn
- Stadtmuseum mit Überblick-Darstellung der Geschichte Saudi-Arabiens und der Region
- Lihyanische Löwengräber